# Chiesa di San Benedetto (Bologna)
La chiesa di San Benedetto è una chiesa cattolica situata nel centro di Bologna.

## Storia e descrizione

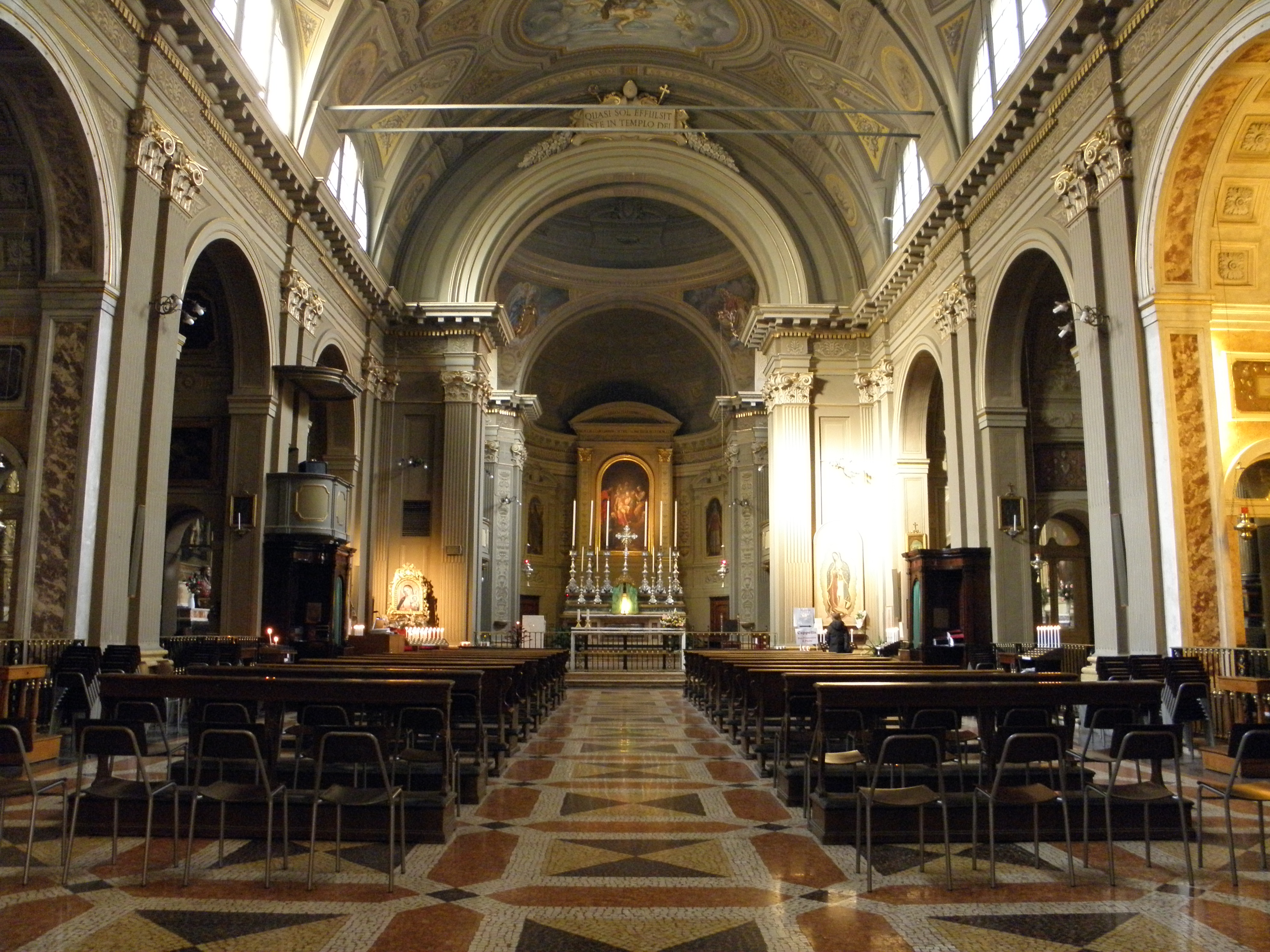
L'interno della chiesa.

Fondata nel XII secolo, la chiesa presenta la facciata (1606) progettata da Giovanni Battista Ballerini. L'orientamento della chiesa fu invertito nel 1892; un tempo si affacciava su via Galliera, in cui la vecchia facciata è ancora affiancata dal campanile. Ora si affaccia su via Indipendenza.
L'interno conserva opere di Giacomo Cavedone, Alessandro Tiarini, Cesare Aretusi, Lucio Massari, Ercole Procaccini il Vecchio, Ubaldo Gandolfi e una scultura di Angelo Gabriello Piò.
Nella sua cella è custodito un concerto di 4 campane opera della fonderia De Poli di Udine, armate secondo i canoni per il suono "alla bolognese". Le tre campane maggiori sono elettrificate per il suono "a distesa".